# محمود حمدی
محمود حمدی (عربی: محمود حمدي؛ زادهٔ ۱ ژوئن ۱۹۹۵) بازیکن فوتبال اهل مصر است.